# Cupido albocilia
Cupido albocilia är en fjärilsart som beskrevs av Van Oorschot och Van den Brink 1984. Cupido albocilia ingår i släktet Cupido och familjen juvelvingar. Inga underarter finns listade i Catalogue of Life.